# Rudolf Grenz
Rudolf Grenz (* 12. Juni 1929 in Groß Bademeusel; † 16. April 2000 in Marburg) war ein Historiker und Autor von Heimatbüchern mehrerer ostpreußischer Kreise. Zumeist im Auftrag der Kreisgemeinschaften einer Landsmannschaft berichtete er über die Heimatkreise der Vertriebenen. 
Im Nachlass findet sich ein Gesamtkatalog, in dem das frühgeschichtliche Fundmaterial Ostpreußens verzeichnet ist. 

## Werke
- Stadt und Kreis Gumbinnen. Eine ostpreußische Dokumentation. Zusammengestellt und erarbeitet im Auftrag der Kreisgemeinschaft Gumbinnen. Marburg/Lahn: 1971
- Der Kreis Stallupönen (Ebenrode). Dokumentation eines ostpreußischen Grenzkreises. Zusammengestellt und erarbeitet im Auftrag der Kreisgemeinschaft Stallupönen (Ebenrode). 1. Auflage (396 Seiten). Marburg/Lahn: 1970
- Die Geschichte des Kreises Stallupönen/Ebenrode in Ostpreußen. Dokumentation eines ostpreußischen Grenzkreises. Zusammengestellt und erarbeitet im Auftrag der Kreisgemeinschaft Stallupönen (Ebenrode). 2. verbesserte und erweiterte Auflage (576 Seiten). Marburg/Lahn: 1981
- Der Kreis Treuburg. Ein ostpreußisches Heimatbuch. Zusammengestellt im Auftr. d. Kreisgemeinschaft Treuburg. Lübeck: Czygan 1971
- Der Kreis Labiau: Ein ostpreußisches Handbuch. Zusammengestellt und erarbeitet im Auftr. d. Kreisgemeinschaft Labiau. [Heide/Holst.] : Kreisgemeinschaft Labiau in d. Landsmannschaft Ostpreußen e.V. 1973
- Typen ostpreußischer Hügelgräber. Carl Engel. Bearb. von Rudolf Grenz. Mit e. Nachw. von Wolfgang La Baume. Neumünster : Wachholtz 1962
- Die Totenbestattungen und sonstige menschliche Skelettfunde <Menschenopfer, Kriegstote> der Wendenzeit aus der Mark Brandenburg. Dissertation vom 1. November 1957. Hamburg 1956
- Der Kreis Rastenburg. Ein ostpreußisches Dokumentarwerk. Zusammengestellt und erarbeitet im Auftrage der Kreisgemeinschaft Rastenburg. Marburg/Lahn 1976.